# مدرسة تشينغداو الدولية
مدرسة تشينغداو الدولية هي مدرسة دولية خاصة تقع في تشينغداو، الصين.

## الروابط الخارجية
1. ↑  "QMISCHINA Official Website — Overview". Qingdao MTI International School. 2008. مؤرشف من الأصل في 2010-04-23. اطلع عليه بتاريخ 2009-02-07.

Administrative Office، QMIS. "QMISCHINA Official Website". مؤرشف من الأصل في 2018-12-15.
Administrative Office، QMIS. "2008-2009: Student Handbook…" (PDF). مؤرشف من الأصل (PDF) في 2020-01-29.